# Évariste Jonchère
Victor-Jules-Evariste Jonchère conocido como Evariste Jonchère (Coulonges, 1892 - París, 1956), fue un escultor francés, ganador del Premio de Roma de escultura en 1925.

## Datos biográficos

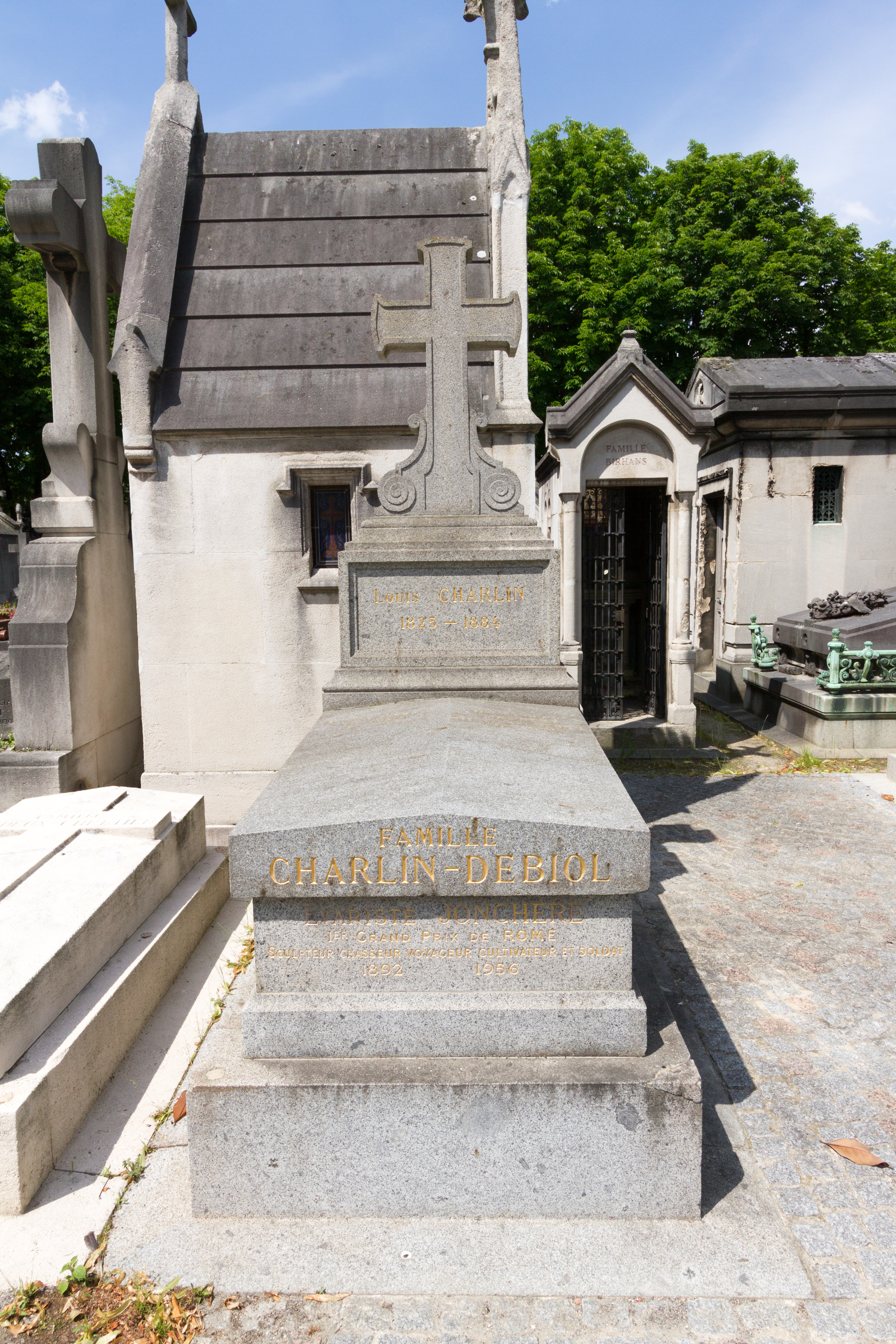
Esta fue la tumba dónde han puesto el cadáver de Évariste Jonchère.

Evariste Jonchère era a la edad de dieciséis años, estudiante de Antonin Mercié en la Escuela Nacional de Artes Bellas. Ganó el Premio de Roma en 1925 por La Vendange - la cosecha.
Es profesor de la École des Beaux-Arts du Havre. En 1932 , ganó el premio de Indochina, a continuación, permanece en Vietnam y viaja por el mundo. Participa en la Exposición Universal de 1937.
Se convirtió en director de la École des Beaux-Arts de Indochina de 1938 a 1944. Allí coincidió con otros artistas franceses, entre otros José Inguimberty y el pintor Victor Tardieu . De entre sus discípulos destacan :Mai Thu, Le Pho y Nguyen Gia Tri
Luego regresó a Francia donde es director de la Escuela Superior de Brazzaville en 1952. Viaja entonces a algún lugar de África, donde recoge modelos para sus esculturas. 
Regresa en 1955 a París, donde murió al año siguiente.

## Obras
Las obras de Jonchère retratan a las personas que conoció en sus muchos viajes. También participó en la decoración del Palacio del Elíseo. 
- Tonquinesa peinándose (Tonkinoise se coiffant) , bronce
- Mujer maorí (Femme Maori) , bronce,
- Guerrero Meo (Guerrier Méo), bronce  (enlace roto disponible en Internet Archive; véase el historial, la primera versión y la última).

Algunas de sus obras se exhiben en el Museo de los Años Treinta, en Boulogne-Billancourt. Entre estas:
- Habib Benglia, busto con peana policromada

Algunas de sus obras decoraban los edificios oficiales en Camboya. En algunos retratos fotográficos del rey Norodom Sihanouk aparecen de fondo relieves de Jonchère.